# Maurice Savoie
Pour les articles homonymes, voir Savoie (homonymie).
Maurice Savoie (né le 22 mai 1930 à Sherbrooke, mort à Longueuil le 20 février 2013 ) est un céramiste et muraliste québécois, qui a aussi enseigné son art durant plus de 40 ans.

## Biographie
Maurice Savoie naît à Sherbrooke le 22 mai 1930. Il commence sa formation en 1948 à l’École du meuble de Montréal, puis il étudie la céramique à l’École des beaux-arts de Montréal où il côtoie Michel Dallaire. Puis il poursuit ses études en Europe à l’École nationale d’art décoratif de Limoges en France et au Centro Internationale della Ceramica en Italie. De retour à Montréal, Maurice Savoie se tourne vers l'enseignement. En 1957, il devient directeur du département de céramique à l'Institut des arts appliqués de Montréal. Dans les années 1960, Savoie a créé des œuvres qui sont intégrées dans l'architecture des bâtiments comme le Pavillon du Québec à l'Exposition universelle de Montréal en 1967. Dans les années 1970, il conçoit des pièces qui sont produites en petites quantités par la compagnie SIAL de Laval.
Maurice Savoie meurt à Longueuil le 20 février 2013 à l'âge de 82 ans.

## Œuvres

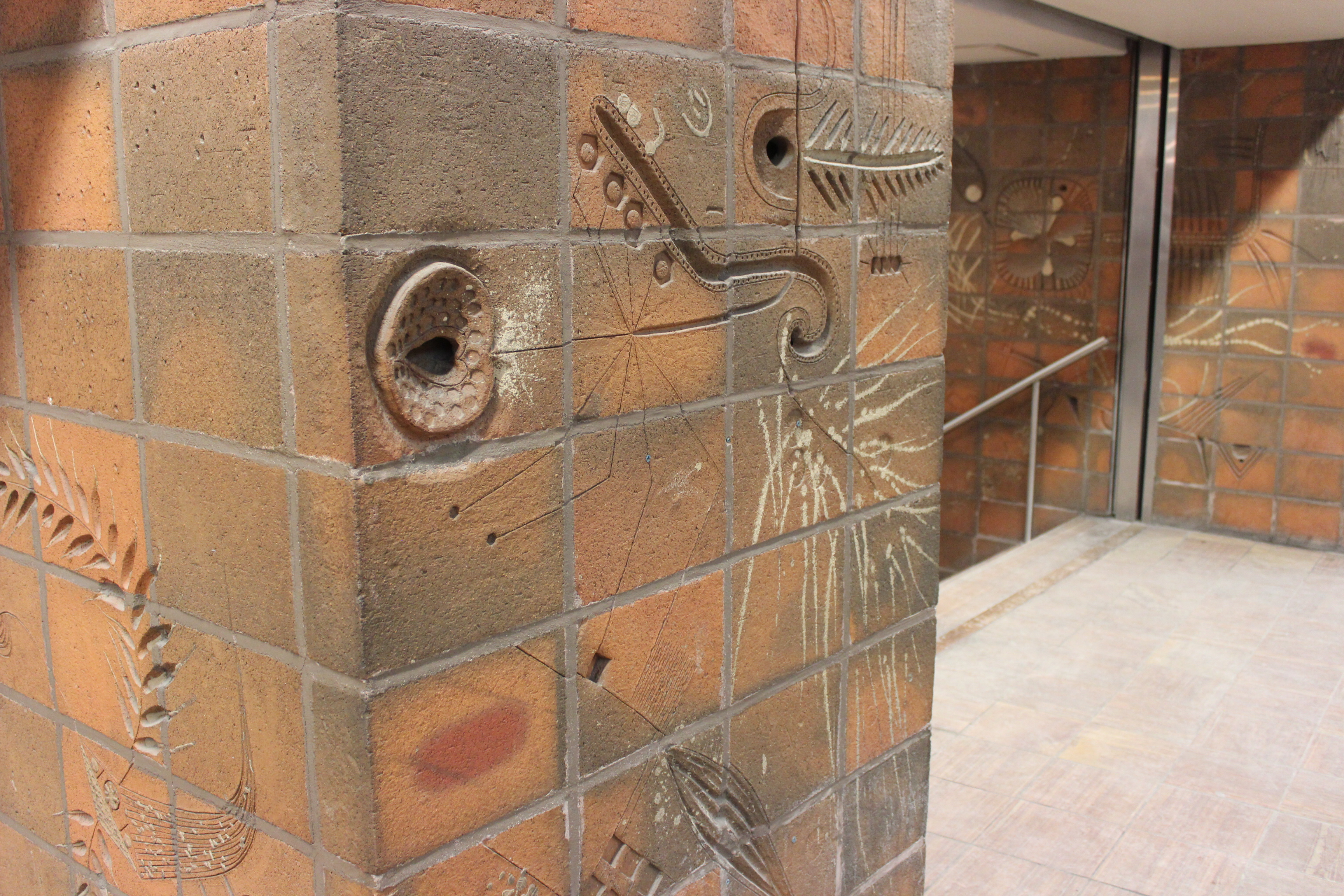
Quatre reliefs, Métro McGill, vers les Ailes de la mode, Montréal.

- Bouteille, 1962, grès, 83,3 cm (hauteur) x 15,6 cm (diamètre), Musée national des beaux-arts du Québec, Québec[7].
- Boîte au motif de feuilles, vers 1962, grès et glaçure au manganèse, 6,6 x 11,5 x 5 cm, Musée national des beaux-arts du Québec, Québec[8].
- Murales, 1966, terre cuite, Station de métro McGill, Montréal[9]
- L’œuf cassé, 1997, faïence, pigment et émaux de 3e feu, 35 x 36 x 55 cm, Musée national des beaux-arts du Québec, Québec[10].
- Boîte aux animaux fantastiques, vers 2006, porcelaine, 12 x 7,5 x 7,5 cm, Musée national des beaux-arts du Québec, Québec[11].
- Invitation au voyage, 2008, angle rue Saint-Paul et John-Goudie, ville de Québec[12].

## Honneurs
- 1987 et 2000 : Grand prix des métiers d’art du Québec[13],[3]
- 1994 : Membre de l'Académie royale des arts du Canada[3]
- 1994 : Membre de l'ordre du Canada[14]
- 2004 : Prix Saidye-Bronfman[15], « la plus haute distinction au Canada en ce qui concerne les métiers d'art[3] »
- 2004 : Prix Paul-Émile-Borduas[1]

## Expositions
- 2004 : Un parcours alchimique, Centre Materia, Québec[16],[17].
- 2005 : Maurice Savoie : matières ludiques, Musée des beaux-arts de Sherbrooke[18]

## Musées et collections publiques
- Musée national des beaux-arts du Québec[19]
- Musée canadien de l'histoire[6]
- Musée des beaux-arts de Sherbrooke
- Musée des beaux-arts du Canada
- Métro de Montréal[9]
- Vieux-Port de Québec[20]